# Dettwiller
Dettwiller [dɛtvilɛʁ]  est une commune française située dans la circonscription administrative du Bas-Rhin et, depuis le 1er janvier 2021, dans le territoire de la Collectivité européenne d'Alsace, en région Grand Est.
Cette commune se trouve dans la région historique et culturelle d'Alsace.
Le surnom de Bachknippe a été donné aux habitants à l'époque où l'industrie de la chaussure était prédominante à Dettwiller. Ce nom désigne le tranchet du cordonnier.

## Géographie
La ville est située dans la vallée de la Zorn entre les Vosges à l'ouest, la plaine d’Alsace à l'est, les collines du pays de Hanau au nord et les hauteurs du Kochersberg au sud.

### Lieux-dits et écarts

#### Rosenwiller
Hameau fondé en 1664 par Reinhold de Rosen. Il est situé au nord de la commune et est rattaché administrativement à celle-ci.

#### Forêt du Fallberg
Forêt communale de 308 hectares située dans la vallée de la Zinsel, non loin de Dossenheim.
Copropriété indivisée de Saverne et Dettwiller depuis 1400 ; les bourgeois des deux communes eurent le droit d'en retirer leur bois de chauffage et de construction en 1425. Saverne ayant été ruinée par la guerre de Trente Ans, sa part de forêt fut rachetée par Reinhold de Rosen. Saverne racheta sa part à Conrad de Rosen en 1699 après avoir remboursé ses dettes. Un autre traité accorda en 1725 aux habitants de Rosenwiller les mêmes droits forestiers qu'aux habitants de Dettwiller et de Saverne, chacun ayant ainsi droit à 16 stères de bois de chauffage.
Après la Révolution, la forêt fut partagée entre Saverne et Dettwiller proportionnellement à leur population respective. En 1845, les habitants de Dettwiller renoncèrent à leur droit de bois gratuit afin de pouvoir payer la construction du nouveau clocher de l'église.
L'exploitation de la forêt est aujourd'hui régie par l'ONF, le bois récolté étant toujours vendu chaque année aux enchères et les bénéfices reversés à la mairie.

#### La Wolfenhutte
Maison forestière de la forêt du Fallberg, appartenant également à la commune.

#### Wiesentau
Village disparu ; autrefois situé entre Rosenwiller, Hattmatt, Imbsheim, Printzheim et Gottesheim.
Une ferme est mentionnée pour la première fois en 994 dans l'acte de donation de la forêt de Wisinthowa de l'empereur Otton III à l'abbaye de Seltz. Vers 1275 apparurent des habitations autour d'une chapelle dédiée à saint Blaise (protecteur du bétail). Au XIVe siècle le village passa tour à tour des mains des évêques de Metz à celles des seigneurs de Lutzelbourg, puis celles des Munch de Wilsperg pour enfin arriver sous la possession des seigneurs de Lichtenberg en 1372.
Le village disparut avant la fin du XVe siècle, possiblement des suites du passages des écorcheurs dans la région dès 1444. Le ban ne comptant alors plus que des prés et des terres labourables, une partie de celui-ci fut loué pour 18 ans par Reinhold de Rosen en 1664 lors de la fondation de Rosenwiller. Le ban fut enfin partagé entre les habitants de Hattmatt par les comtes de Hanau-Lichtenberg en 1736.

### Cours d'eau
- La Zorn ;
- La Zinsel du Sud, un affluent de la Zorn ;
- La Mossel, un autre affluent de la Zorn ;
- Le canal de la Marne au Rhin.

### Communes limitrophes
| Steinbourg    | Rosenwiller | Gottesheim |
| Saverne       | Dettwiller  | Wilwisheim |
| Waldolwisheim | Altenheim   | Lupstein   |

### Hydrographie
La commune est dans le bassin versant du Rhin au sein du bassin Rhin-Meuse. Elle est drainée par le canal de la Marne au Rhin, la Zorn, la Zinsel du Sud, la Mossel et le ruisseau le Baechel,.
Le canal de la Marne au Rhin, d'une longueur totale de 314 km, et 178 écluses à l'origine, relie la Marne (à Vitry-le-François) au Rhin (à Strasbourg). Par le canal latéral de la Marne, il est connecté au réseau navigable de la Seine vers l'Île-de-France et la Normandie.
La Zorn, d'une longueur totale de 96,7 km, prend sa source dans la commune de Walscheid et se jette  dans le canal de la Marne au Rhin à Rohrwiller, après avoir traversé 34 communes. Les caractéristiques hydrologiques de la Zorn sont données par la station hydrologique située sur la commune de Saverne. Le débit moyen mensuel est de 2,1 m3/s. Le débit moyen journalier maximum est de 42,2 m3/s, atteint lors de la crue du 26 mai 1983. Le débit instantané maximal est quant à lui de 45,6 m3/s, atteint le même jour.
La Zinsel du Sud, d'une longueur totale de 30,9 km, prend sa source dans la commune de Wintersbourg et se jette  dans la Zorn à Steinbourg, après avoir traversé 15 communes.
La Mossel, d'une longueur totale de 21,2 km, prend sa source dans la commune de Dabo et se jette  dans la Zorn sur la commune, après avoir traversé douze communes.

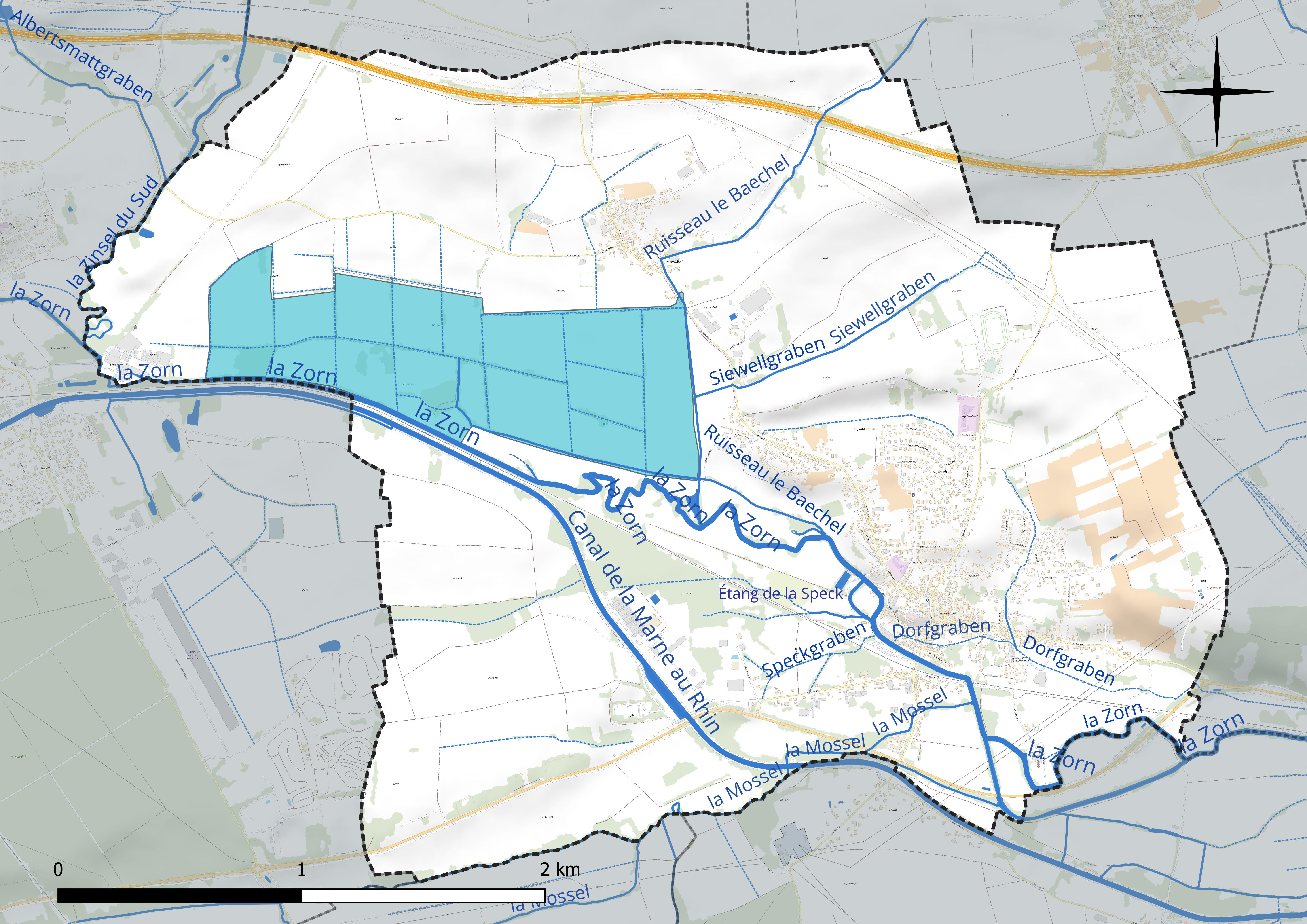
Réseau hydrographique de Dettwiller.

Un plan d'eau complète le réseau hydrographique : l'étang de la Speck (0,2 ha),.

### Climat
Pour des articles plus généraux, voir Climat du Grand Est et Climat du Bas-Rhin.
En 2010, le climat de la commune est de type climat des marges montargnardes, selon une étude du Centre national de la recherche scientifique s'appuyant sur une série de données couvrant la période 1971-2000. En 2020, Météo-France publie une typologie des climats de la France métropolitaine dans laquelle la commune est exposée à un climat semi-continental et est dans la région climatique  Vosges, caractérisée par une pluviométrie très élevée (1 500 à 2 000 mm/an) en toutes saisons et un hiver rude (moins de 1 °C).
Pour la période 1971-2000, la température annuelle moyenne est de 10,5 °C, avec une amplitude thermique annuelle de 17,7 °C. Le cumul annuel moyen de précipitations est de 751 mm, avec 10,3 jours de précipitations en janvier et 10,1 jours en juillet. Pour la période 1991-2020, la température moyenne annuelle observée sur la station météorologique de Météo-France la plus proche, « Waltenheim-sur-zorn », sur la commune de Waltenheim-sur-Zorn à 12 km à vol d'oiseau, est de 11,3 °C et le cumul annuel moyen de précipitations est de 652,2 mm. 
La température maximale relevée sur cette station est de 38 °C, atteinte le 7 août 2015 ; la température minimale est de −14,9 °C, atteinte le 20 décembre 2009,,.
Les paramètres climatiques de la commune ont été estimés pour le milieu du siècle (2041-2070) selon différents scénarios d'émission de gaz à effet de serre à partir des nouvelles projections climatiques de référence DRIAS-2020. Ils sont consultables sur un site dédié publié par Météo-France en novembre 2022.

## Urbanisme

### Typologie
Au 1er janvier 2024, Dettwiller est catégorisée bourg rural, selon la nouvelle grille communale de densité à sept niveaux définie par l'Insee en 2022.
Elle appartient à l'unité urbaine de Dettwiller, une unité urbaine monocommunale constituant une ville isolée,. Par ailleurs la commune fait partie de l'aire d'attraction de Strasbourg (partie française), dont elle est une commune de la couronne,. Cette aire, qui regroupe 268 communes, est catégorisée dans les aires de 700 000 habitants ou plus (hors Paris),.

### Occupation des sols
L'occupation des sols de la commune, telle qu'elle ressort de la base de données européenne d’occupation biophysique des sols Corine Land Cover (CLC), est marquée par l'importance des territoires agricoles (79 % en 2018), en diminution par rapport à 1990 (84,2 %). La répartition détaillée en 2018 est la suivante : 
prairies (38,7 %), terres arables (28,7 %), zones urbanisées (13,2 %), cultures permanentes (9,3 %), zones industrielles ou commerciales et réseaux de communication (7,4 %), zones agricoles hétérogènes (2,4 %), forêts (0,3 %). L'évolution de l’occupation des sols de la commune et de ses infrastructures peut être observée sur les différentes représentations cartographiques du territoire : la carte de Cassini (XVIIIe siècle), la carte d'état-major (1820-1866) et les cartes ou photos aériennes de l'IGN pour la période actuelle (1950 à aujourd'hui).

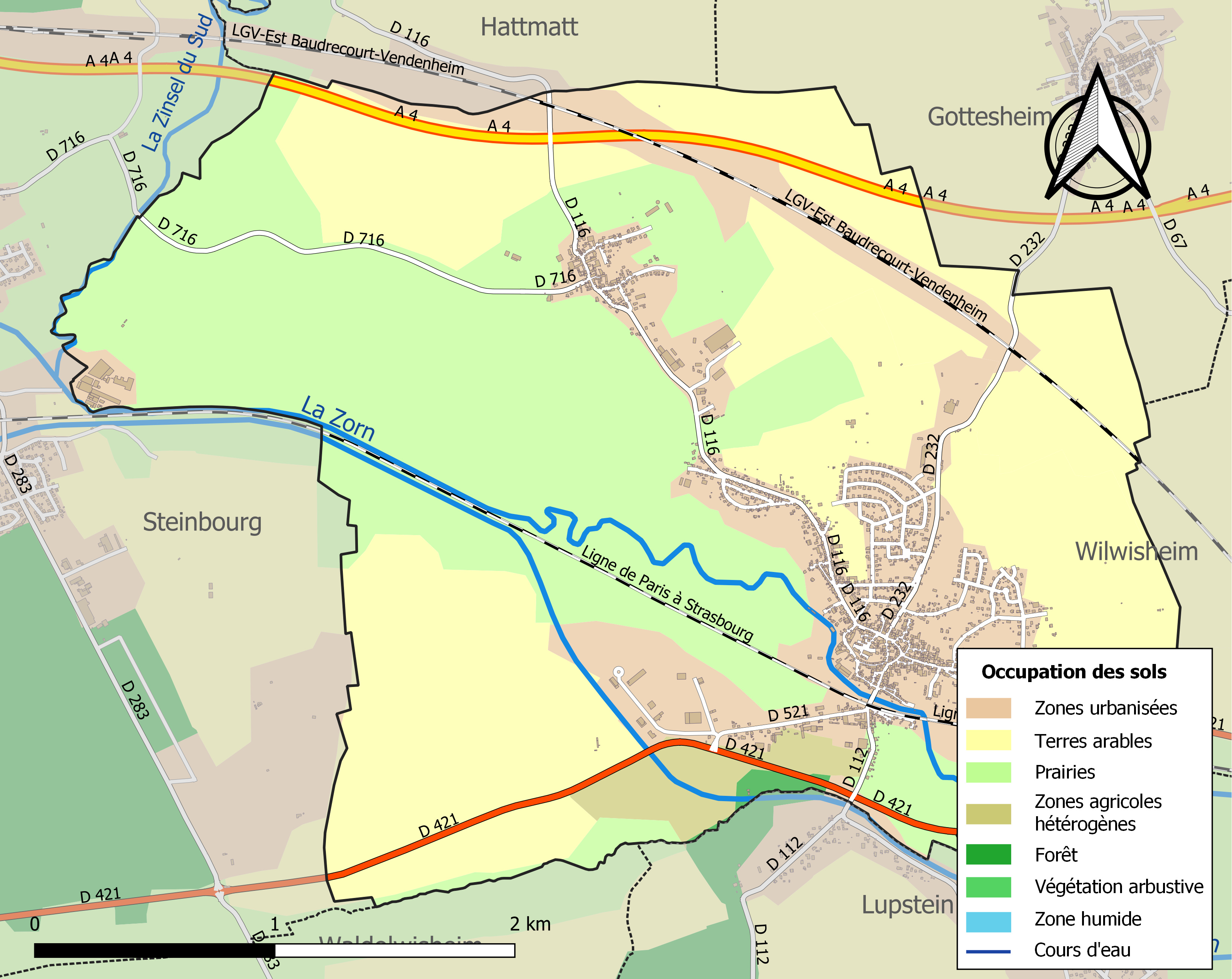
Carte des infrastructures et de l'occupation des sols de la commune en 2018 (CLC).

### Voies de communication et mobilités
Située à 8 km de Saverne et à 36 km de Strasbourg, Dettwiller est desservie par la ligne SNCF Sarrebourg-Strasbourg et la RD 421.

#### Transport ferroviaire
Dettwiller possède une halte ferroviaire desservie par le TER Fluo Grand Est. Elle est située sur Ligne Paris-Strasbourg, entre les gares de Steinbourg et de Wilwisheim.

#### Transport fluvial
Le canal de la Marne au Rhin passe également aux abords du village et sépare le ban communal de celui de Lupstein.
Un projet de navette fluviale (canal de la Marne au Rhin) entre Dettwiller et Strasbourg était à l'étude, sous l'égide port autonome de Strasbourg.

## Toponymie

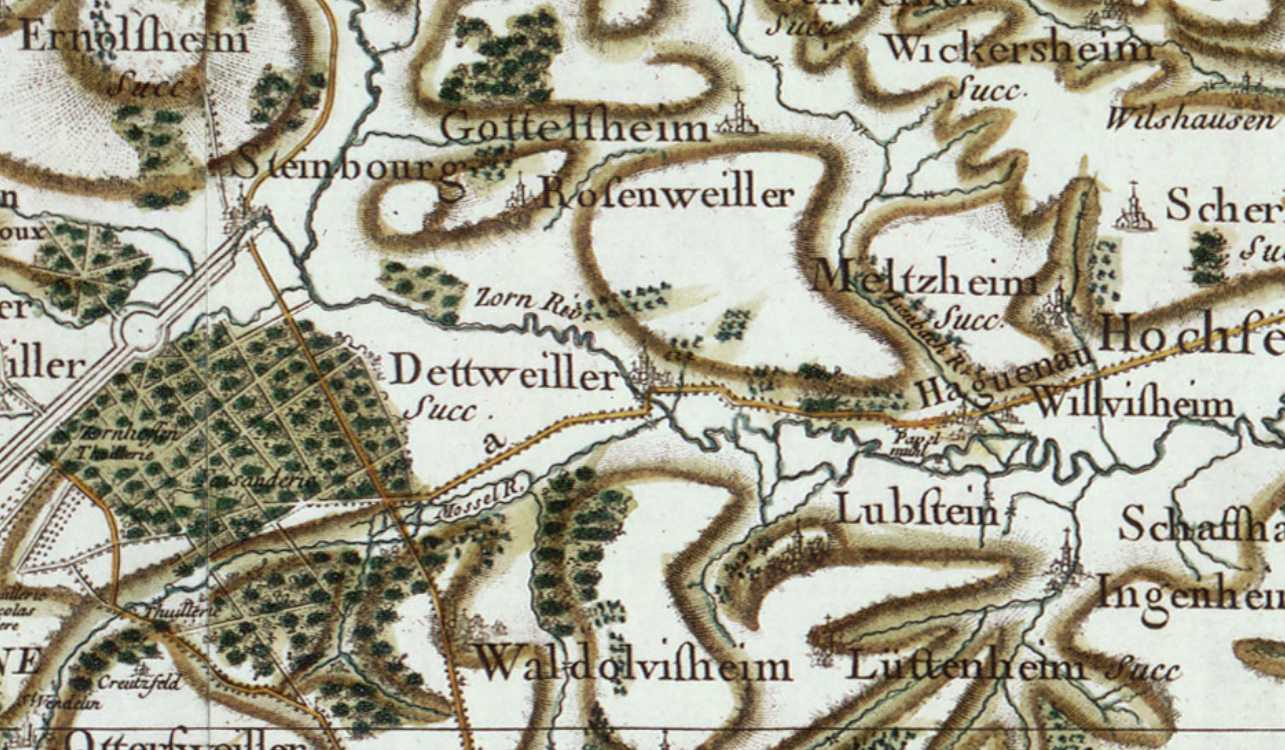
Dettwiller sur la carte de Cassini.

Le nom de la ville est évoqué pour la première fois dans des textes en 784 dans le recueil des chartes de l'abbaye de Wissembourg qui mentionne dendunuuilare dans ses possessions,. On retrouve à nouveau ce nom en 788, et en 797,. Plus tard, en 1120, un fragment de terrier de l'abbaye de Marmoutier évoque Dettenvilre et vers la même époque les revenus du Meier du Dinghof d'Ingenheim mentionnent Deddenwilre ainsi que la forêt du Faleberg.
Bien que le rotule colonger de 1380 fasse déjà apparaitre la graphie définitive Dettwiller, une carte de Daniel Specklin datant de 1576 mentionne la commune sous le nom de Detwilre. La carte de Cassini, établie vers 1770, indique Dettweiller. Enfin, lors des occupations allemandes (1871-1918 et 1940-1944), le nom du village s'orthographia Dettweiler et parfois Dettweiller.
Il s’agit d’une formation toponymique en -willer « groupe habitations rurales, hameau » précédé d’un anthroponyme germanique Detto.
Dettwiller se prononce [dɛt̪vilɛʁ] en français, et [dɛˑt̪.vilʀ] en alsacien.

## Histoire

### Antiquité
Dettwiller est située au carrefour d'anciennes routes celtiques reliant Brumath (Brocomagus) à Saverne (Tres Tabernae, les trois tavernes) et Wasselonne à Niederbronn-les-Bains. Lorsqu'après leur conquête de la Gaule les Romains établirent des camps retranchés le long de la frontière germanique, il est possible qu'ils firent du village celtique de Dettwiller un avant-poste du bastion de Tres Tabernae.

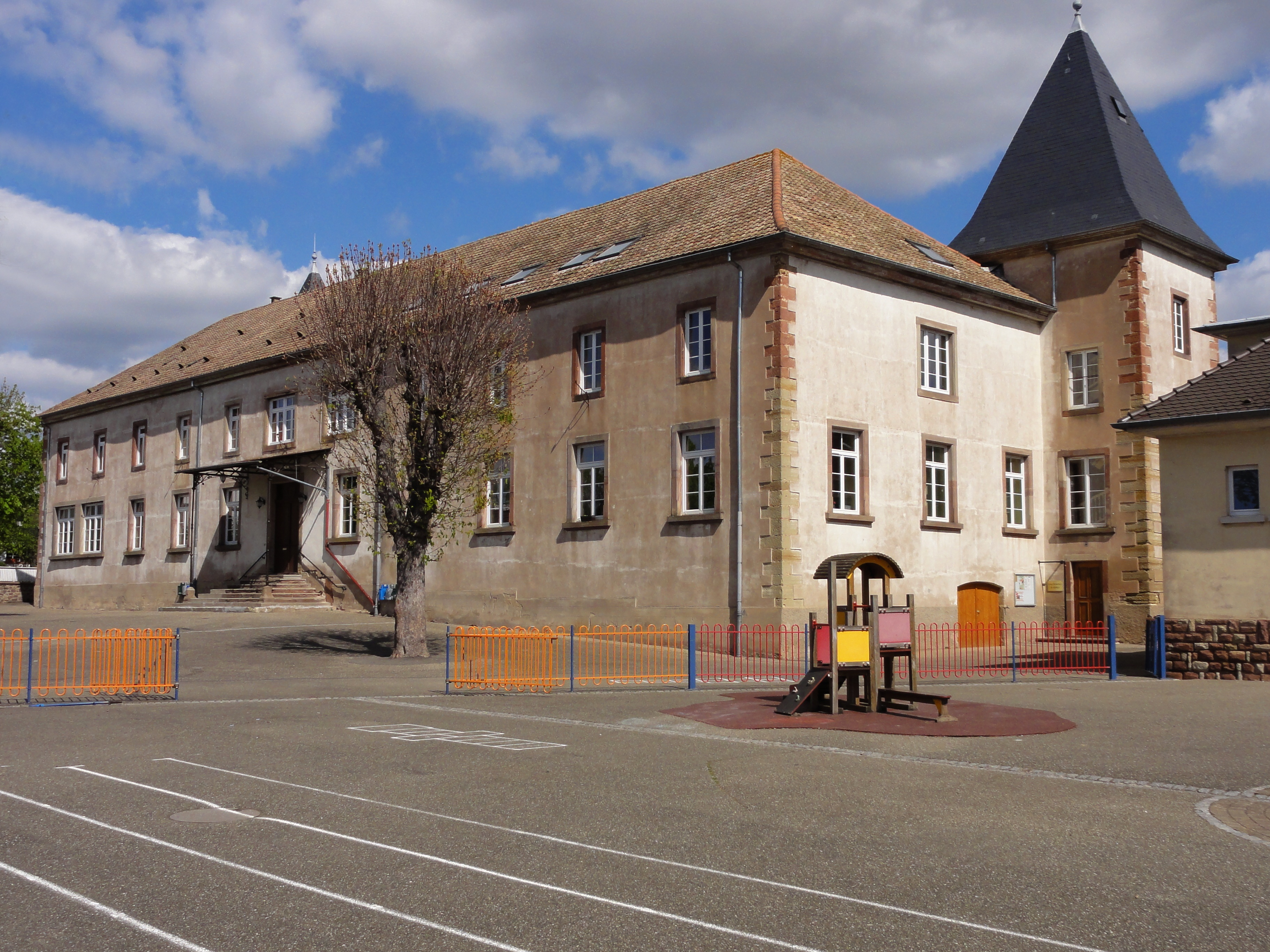
Ancien château des Rosen (XVIIe, reconstruit au XIXe), actuellement école.

## Politique et administration

### Liste des maires
| Période          | Période                      | Identité                                          | Étiquette | Qualité                                                                                                  |
| ---------------- | ---------------------------- | ------------------------------------------------- | --------- | --- |
| octobre 1945     | mars 1965                    | René Friedel                                      |           | Comptable                                                                                                |
| mars 1965        | mars 1977                    | Eugène Burckel                                    |           | Gérant de la Caisse d'épargne de Dettwiller                                                              |
| mars 1977        | juin 1995                    | Pierre Amann (1930-2021)                          |           | Inspecteur divisionnaire SNCF, maire honoraire                                                           |
| juin 1995        | mars 2008                    | Jean-Paul Wantz (1933-2022)                       | PS        | Retraité, maire honoraire Adjoint au maire (1983 → 1995) Vice-président de la CC de la région de Saverne |
| mars 2008        | mars 2014                    | Gabriel Osswald                                   | DVD       | Artisan menuisier                                                                                        |
| mars 2014        | avril 2024                   | Claude Zimmermann, Réélu pour le mandat 2020-2026 | DVD       | Agriculteur Démissionnaire                                                                               |
| 1er juillet 2024 | En cours (au 8 juillet 2024) | Pascal Boehm                                      | SE        | Chef de projet urbanisme et aménagement                                                                  |

## Population et société

### Démographie
L'évolution du nombre d'habitants est connue à travers les recensements de la population effectués dans la commune depuis 1793. Pour les communes de moins de 10 000 habitants, une enquête de recensement portant sur toute la population est réalisée tous les cinq ans, les populations de référence des années intermédiaires étant quant à elles estimées par interpolation ou extrapolation. Pour la commune, le premier recensement exhaustif entrant dans le cadre du nouveau dispositif a été réalisé en 2006.

En 2022, la commune comptait 2 569 habitants, en évolution de −1,72 % par rapport à 2016 (Bas-Rhin : +3,17 %, France hors Mayotte : +2,11 %).
| 1793  | 1800  | 1806  | 1821  | 1831  | 1836  | 1841  | 1846  | 1851  |
| ----- | ----- | ----- | ----- | ----- | ----- | ----- | ----- | ----- |
| 1 332 | 1 455 | 1 637 | 1 798 | 2 294 | 2 184 | 2 082 | 2 116 | 2 085 |

| 1856  | 1861  | 1866  | 1871  | 1875  | 1880  | 1885  | 1890  | 1895  |
| ----- | ----- | ----- | ----- | ----- | ----- | ----- | ----- | ----- |
| 1 842 | 1 850 | 1 875 | 1 809 | 1 777 | 1 962 | 2 029 | 2 074 | 2 093 |

| 1900  | 1905  | 1910  | 1921  | 1926  | 1931  | 1936  | 1946  | 1954  |
| ----- | ----- | ----- | ----- | ----- | ----- | ----- | ----- | ----- |
| 2 087 | 2 186 | 2 111 | 1 955 | 2 053 | 2 200 | 2 282 | 2 422 | 2 446 |

| 1962  | 1968  | 1975  | 1982  | 1990  | 1999  | 2006  | 2011  | 2016  |
| ----- | ----- | ----- | ----- | ----- | ----- | ----- | ----- | ----- |
| 2 558 | 2 626 | 2 743 | 2 598 | 2 544 | 2 584 | 2 637 | 2 699 | 2 614 |

| 2021  | 2022  | - | - | - | - | - | - | - |
| ----- | ----- | - | - | - | - | - | - | - |
| 2 582 | 2 569 | - | - | - | - | - | - | - |

### Événements et fêtes à Dettwiller
- Dernier dimanche du mois d'août : messti du village.

## Culture locale et patrimoine

### Lieux et monuments

#### L'église simultanée

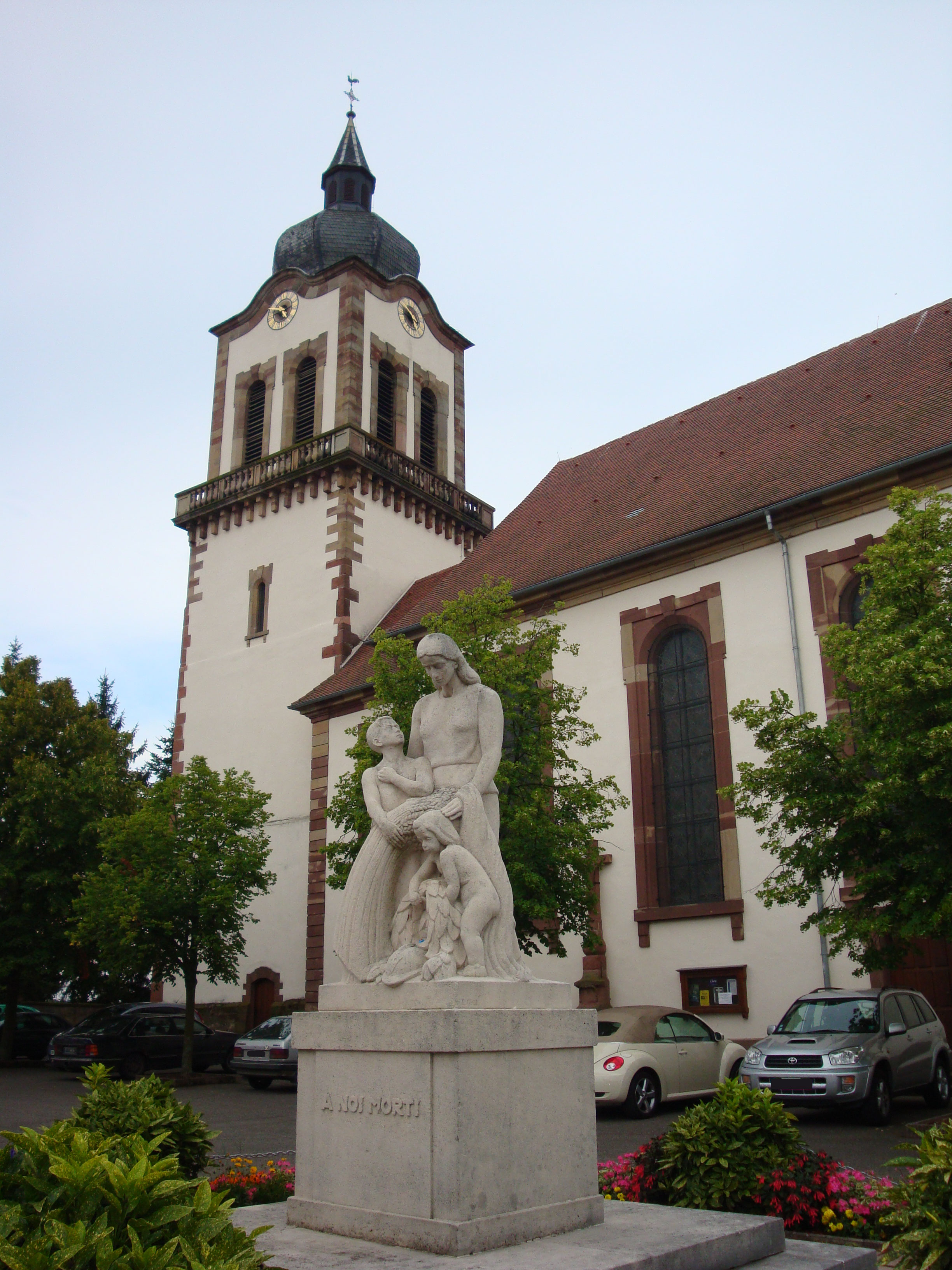
Église et monument aux morts de Dettwiller.

L'église simultanée se trouve au centre du village dans le quartier du Hohgraben ou Hohgrawe (de l'allemand hohen Graben, grand fossé), ancien noyau historique de la commune.
Un premier édifice, dont la date de construction est inconnue, fait place à une nouvelle église citée dès 1255. Elle aurait été fondée par Jacques de Lorraine, évêque de Metz l'année précédente et c'est de là aussi que viendrait l'attribution du patronat à saint Jacques le Majeur.
Dès 1530, catholiques et protestants luthériens se partageaient l'église pour célébrer les cultes. Un pasteur venait tous les dimanches de Strasbourg jusqu'en 1547 où la ville, possédant Dettwiller, imposa la religion protestante sur son territoire. Lorsqu'en 1684 Louis XIV permit aux catholiques de célébrer leur culte dans une église protestante, ceux-ci furent trop peu nombreux dans le village et dépendirent encore de la paroisse de Wilwisheim. Il fallut attendre 1692 pour que des messes catholiques fussent à nouveau célébrées à Dettwiller.
La partie supérieure du clocher de l'église servait de refuge. Incendiée en 1445 par les Armagnacs, elle fut une première fois reconstruite.
En 1783, l'église, trop petite et délabrée, dut être agrandie. Sophie Rose de Rosen, qui possédait alors le village, estima qu'il n'était pas nécessaire pour elle de participer financièrement aux travaux et refusa la modification du clocher. La communauté des paroissiens décida alors de construire un nouveau chœur et d'agrandir la nef.

Pour cela, le cimetière qui entourait alors l'église dut être déplacé. Un nouveau cimetière fut donc construit du côté de Gottesheim en 1780, le premier enterrement y eut lieu trois ans plus tard.

Cet allongement de l'église nécessita également la construction d'un mur de soutènement. Des pierres provenant de l'ancien édifice ainsi que des pierres tombales de l'ancien cimetière, sur lequel l'église empiète maintenant, furent utilisées à cet effet. La nef dut aussi être décalée par rapport à l'axe du clocher afin de rester sur un sol assez stable.

Finalement en 1785, le premier baptême put être célébré après deux ans de travaux.
Cependant, ce rehaussement de la nef empêcha la diffusion du son des cloches vers le nord-ouest. Il fut donc décidé en 1842 de rehausser le campanile. Ces derniers travaux de construction donnèrent ainsi à l'église son clocher à la forme particulière que l'on ne rencontre nulle part ailleurs dans la région.

Une croix surmontée d'une girouette en forme de coq furent ajoutées l'année suivante.
Depuis, l'église n'a subi que des travaux de rénovation intérieure, notamment en 1961-1964: suppression des parties latérales des tribunes qui étaient en forme de fer à cheval; disparition du maitre-autel, de la chaire et des autels latéraux. Le détail est consultable à :
www.paroisses-dettwilleretcollines.fr/dettwiller-2/

Un nid de cigognes se trouve également à l'extrémité de la nef opposée au clocher.

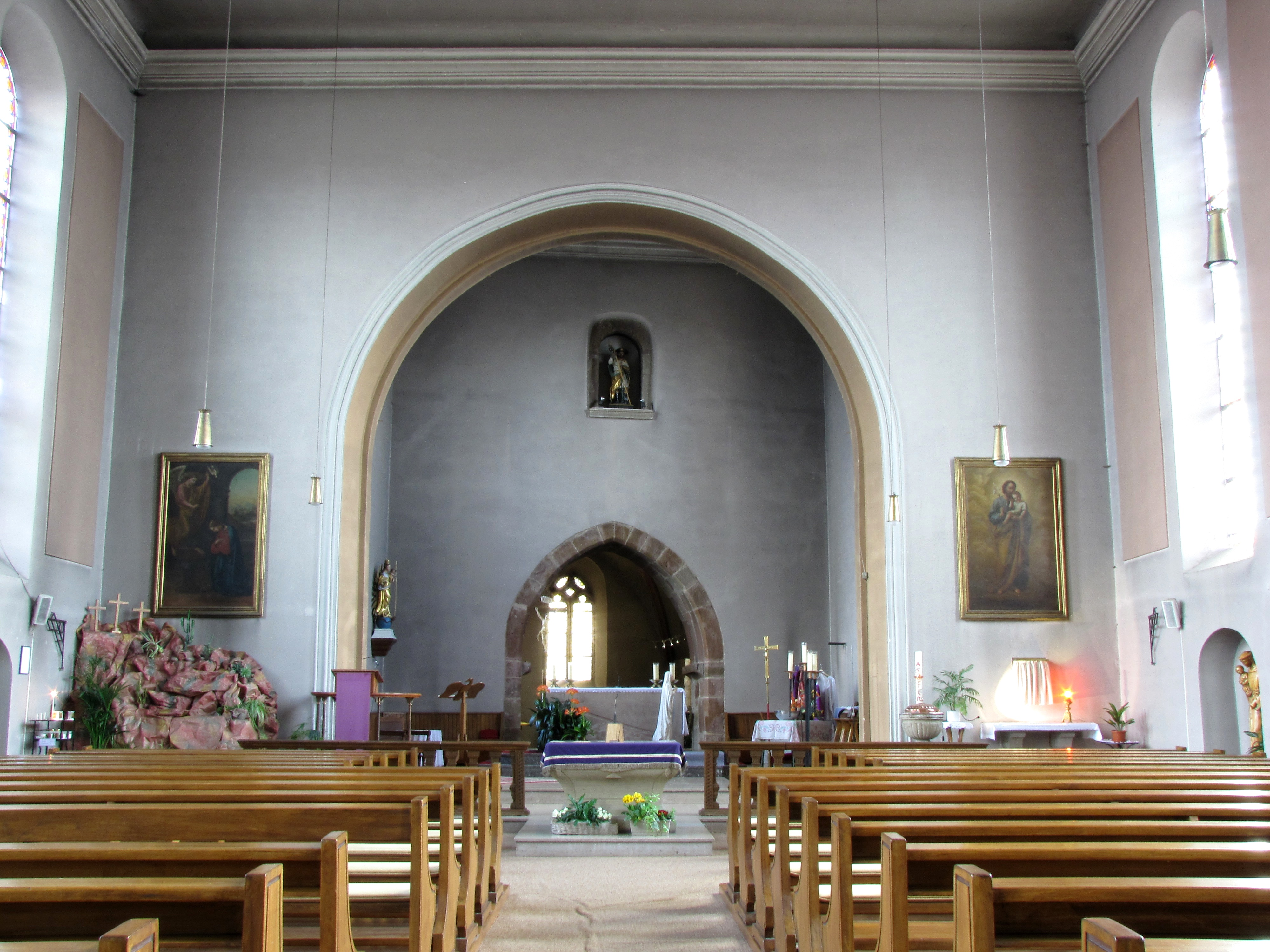
Vue intérieure de la nef vers le chœur.
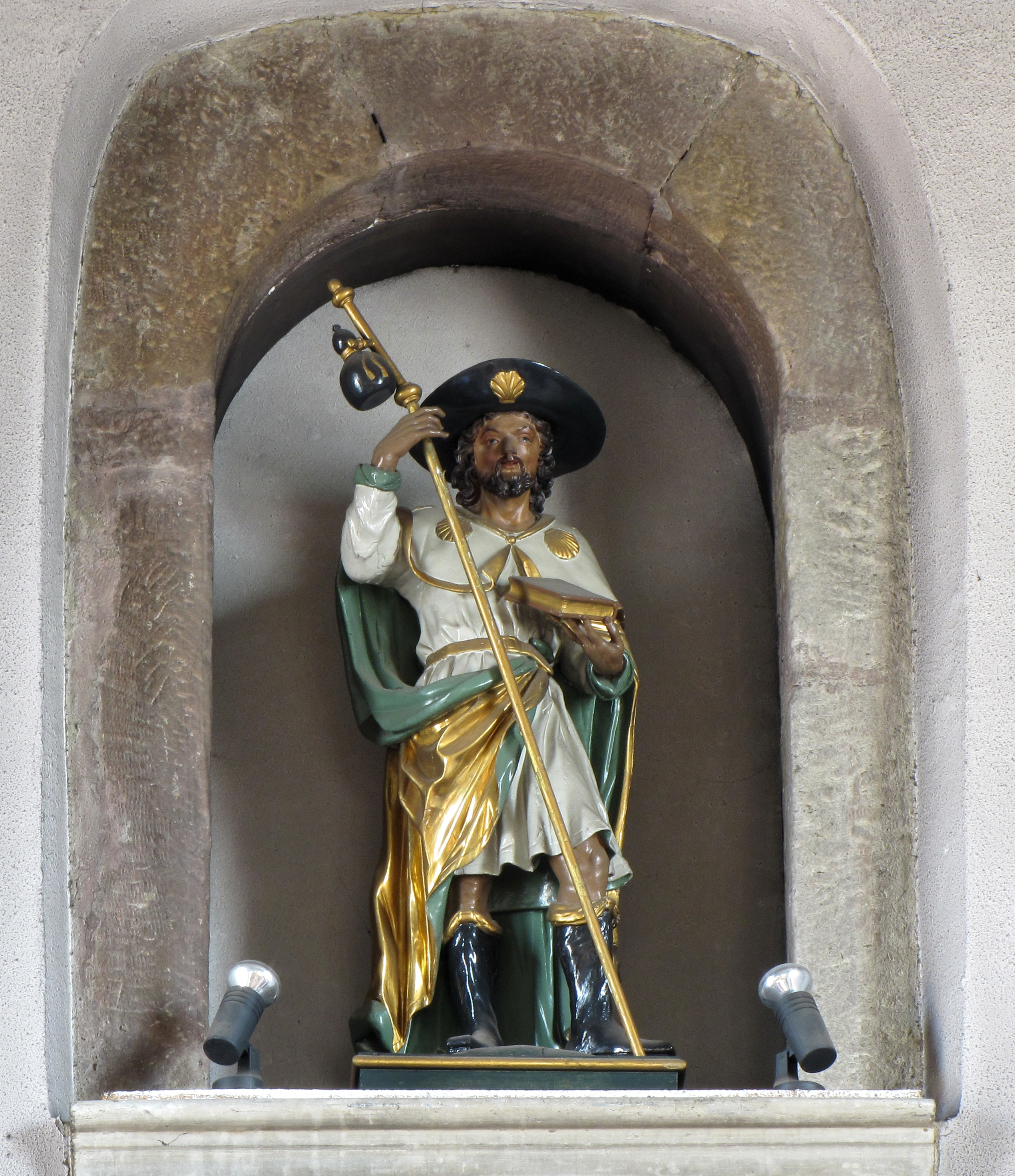
Statue de saint Jacques-le-Majeur (XVIIIe).
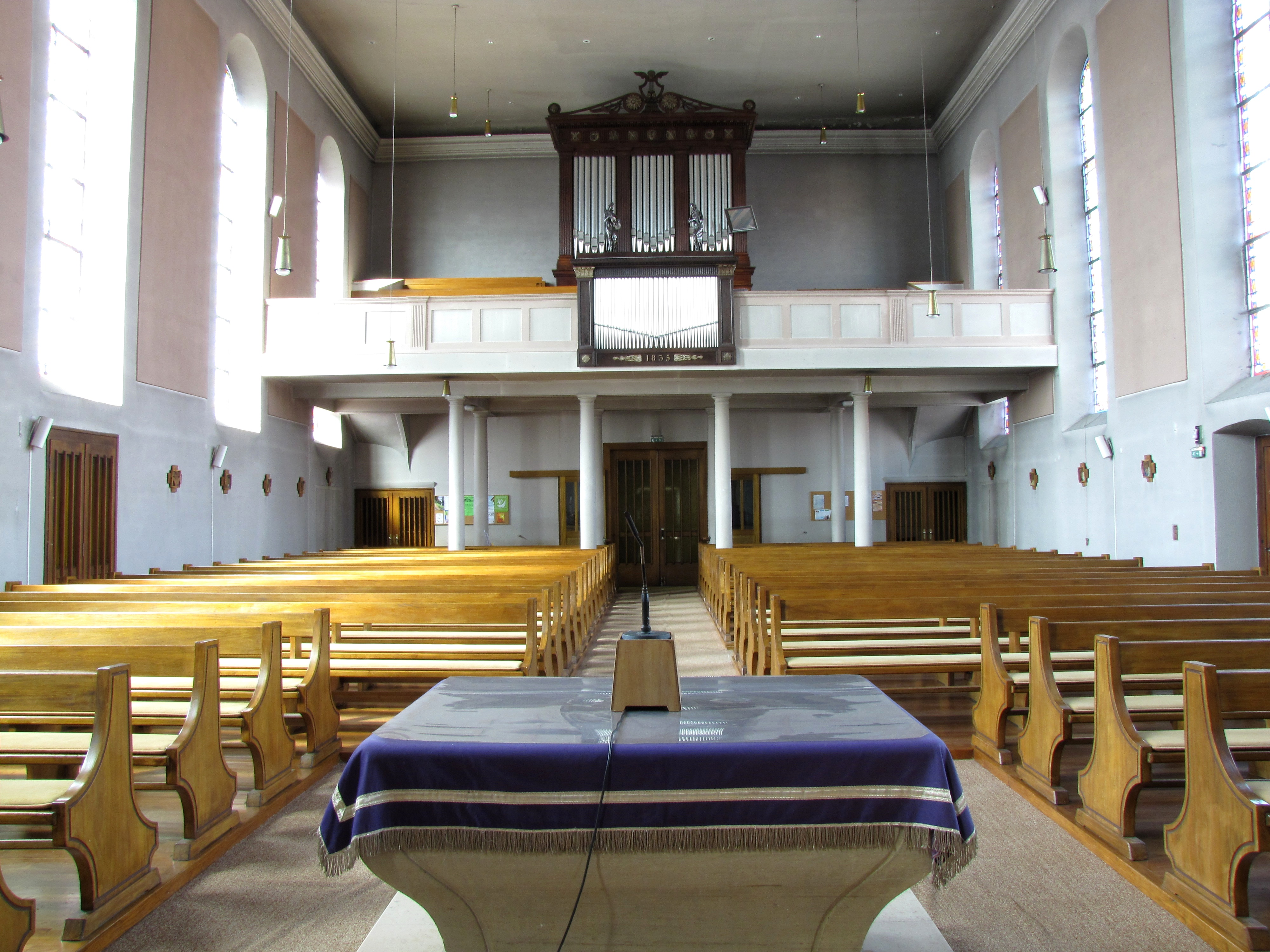
Vue intérieure de la nef vers la tribune d'orgue.
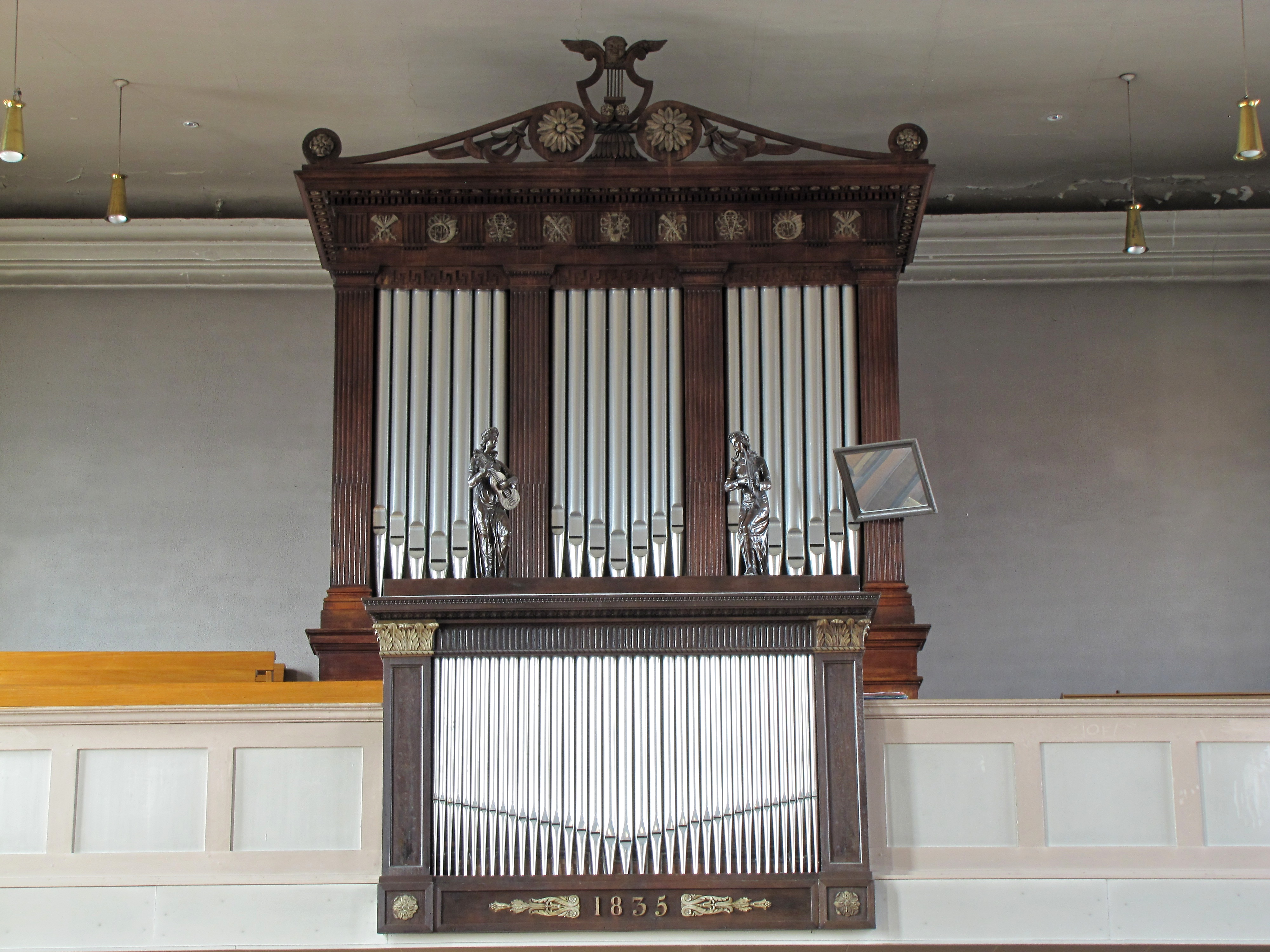
Orgue de tribune Stiehr-Mockers (1835).
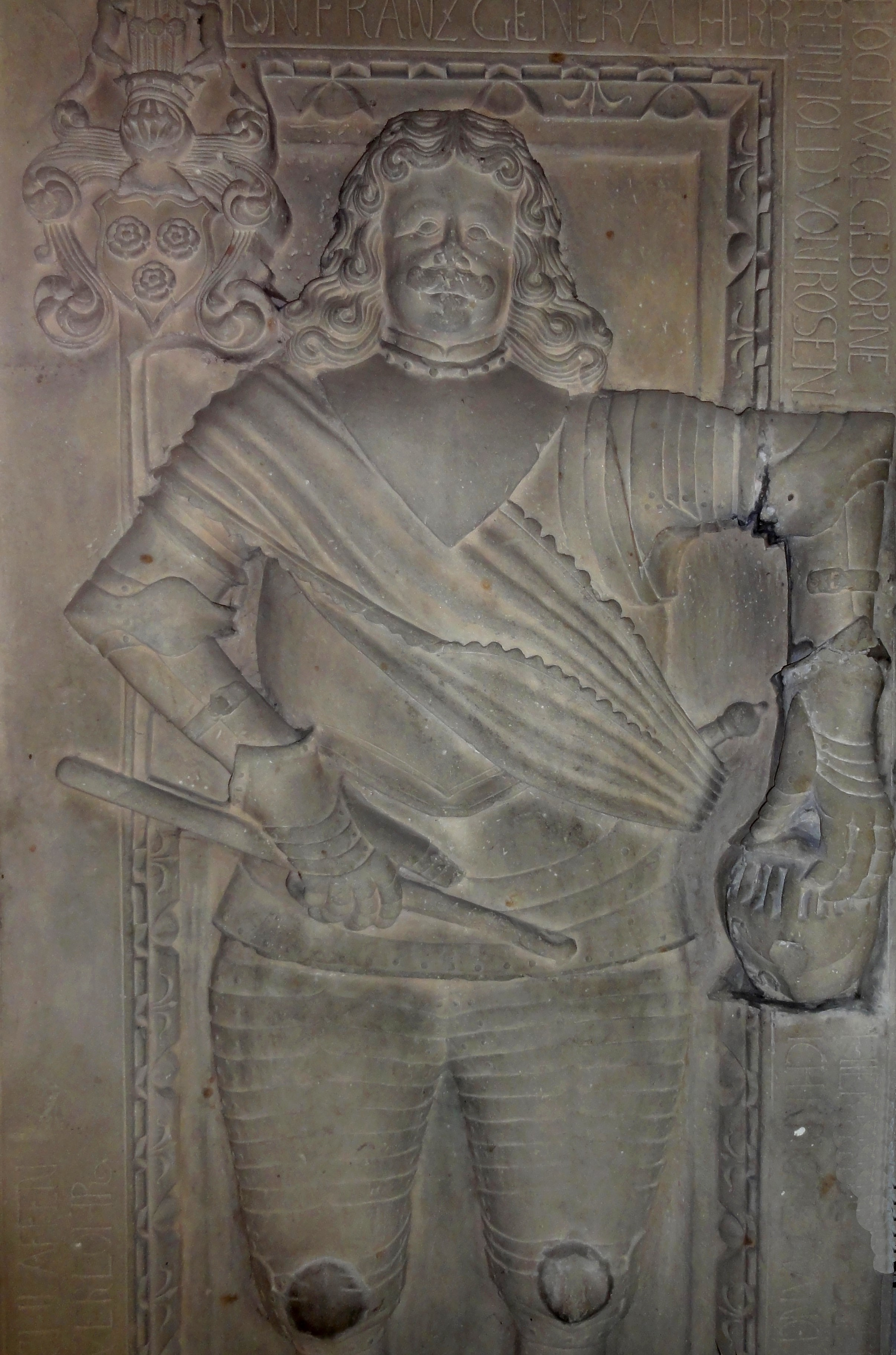
Dalle funéraire de Reinhold de Rosen (XVIIe).

#### La synagogue

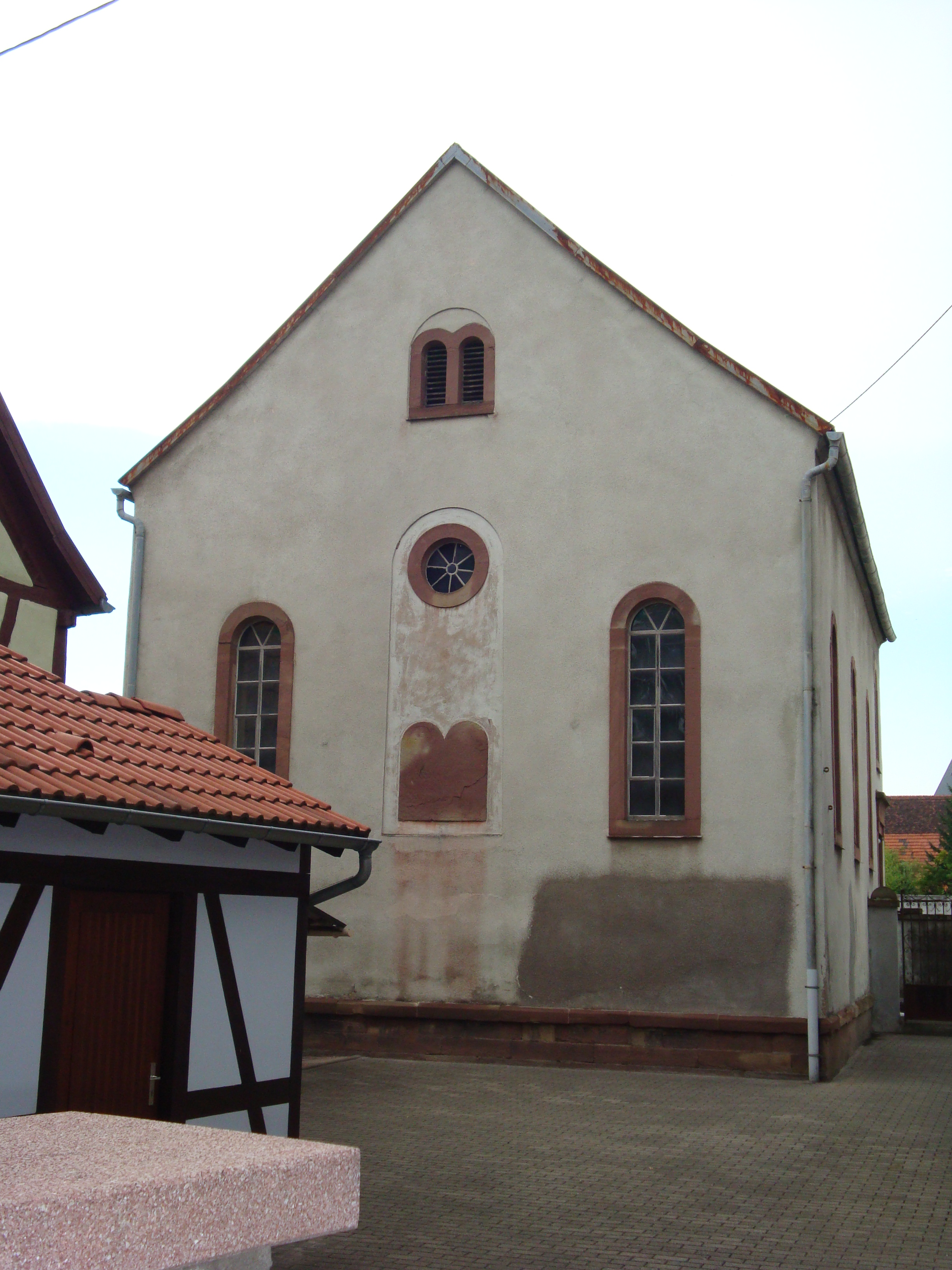
Synagogue de Dettwiller.

Une communauté juive est attestée dans le village dès le XVIe siècle ; une première synagogue fut construite au XVIIIe siècle. Son exiguïté et son état de délabrement conduisirent en 1833 à l'envoi de plaintes à la mairie par la communauté juive du village. Le conseil municipal accorda enfin des subventions en 1843 mais ne les versa qu'en 1854. La nouvelle synagogue, conçue par Maestlé, l'architecte-voyer de Saverne, fut construite sur l'emplacement de l'ancienne et mesure 13 m sur 9 m.
Un bain rituel était aménagé au sous-sol et la tribune accueillant les femmes a été détruite lors de la Seconde Guerre mondiale.
La synagogue n'est actuellement plus en usage, la communauté juive à Dettwiller n'étant plus assez importante.

#### Le monument aux morts
Un premier monument fut érigé à la suite de la Première Guerre mondiale mais fut remplacé par l'occupant lors de la Seconde Guerre mondiale. À la fin de cette dernière, un nouveau monument fut érigé le 9 novembre 1946 sur la place de l'église. Premier monument aux morts construit dans l'arrondissement de Saverne après la guerre, il fut inauguré le 18 mai 1947.
Ce monument est composé d'un socle carré sur lequel se tient la famille d'un soldat tombé au front. Un agneau symbolisant la paix se trouve sur la droite de cette famille.

Le socle ne comporte pas les noms des villageois victimes des combats mais l'inscription « À nos morts ».

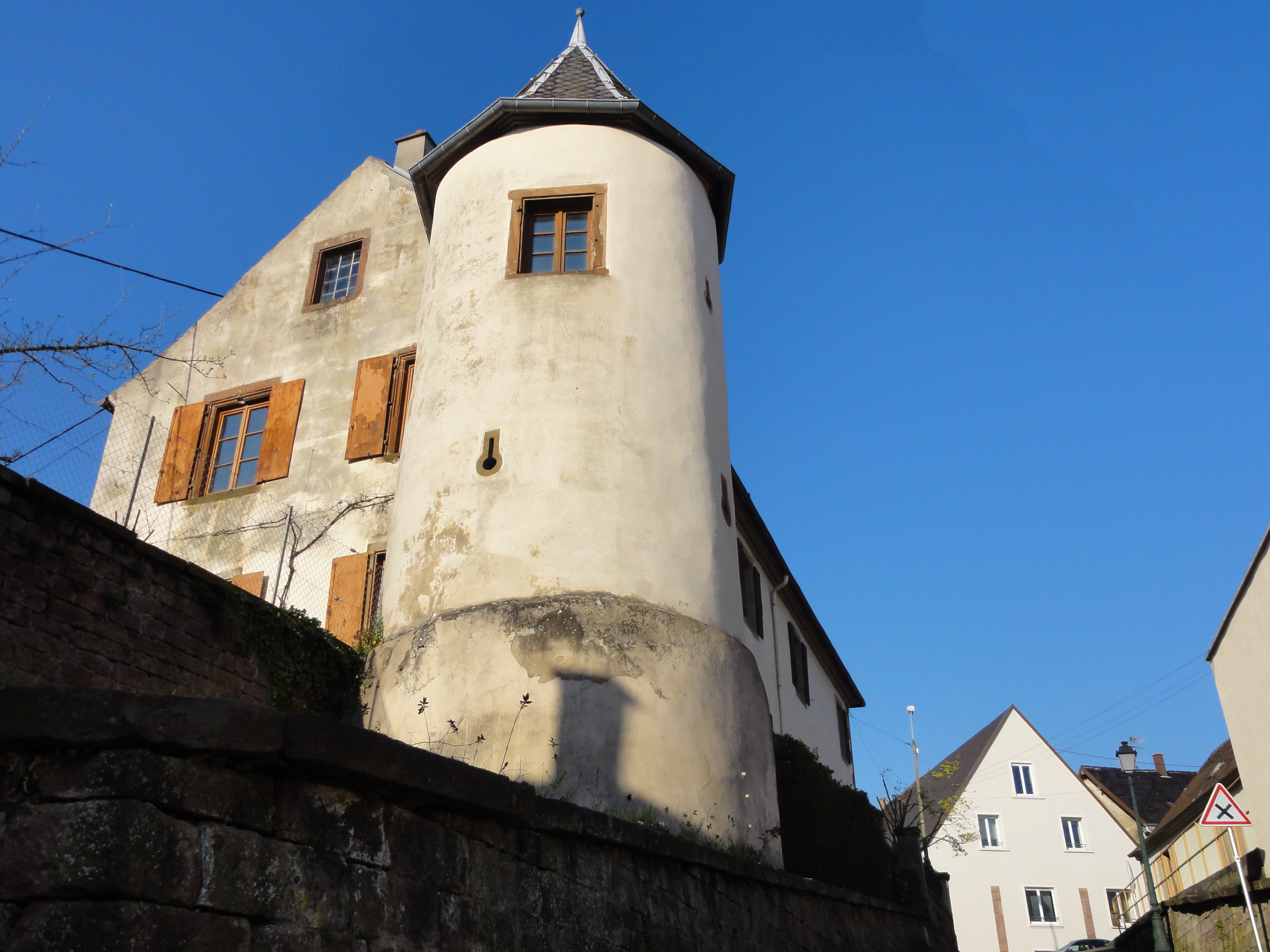
Rue de la Haute-Montée.
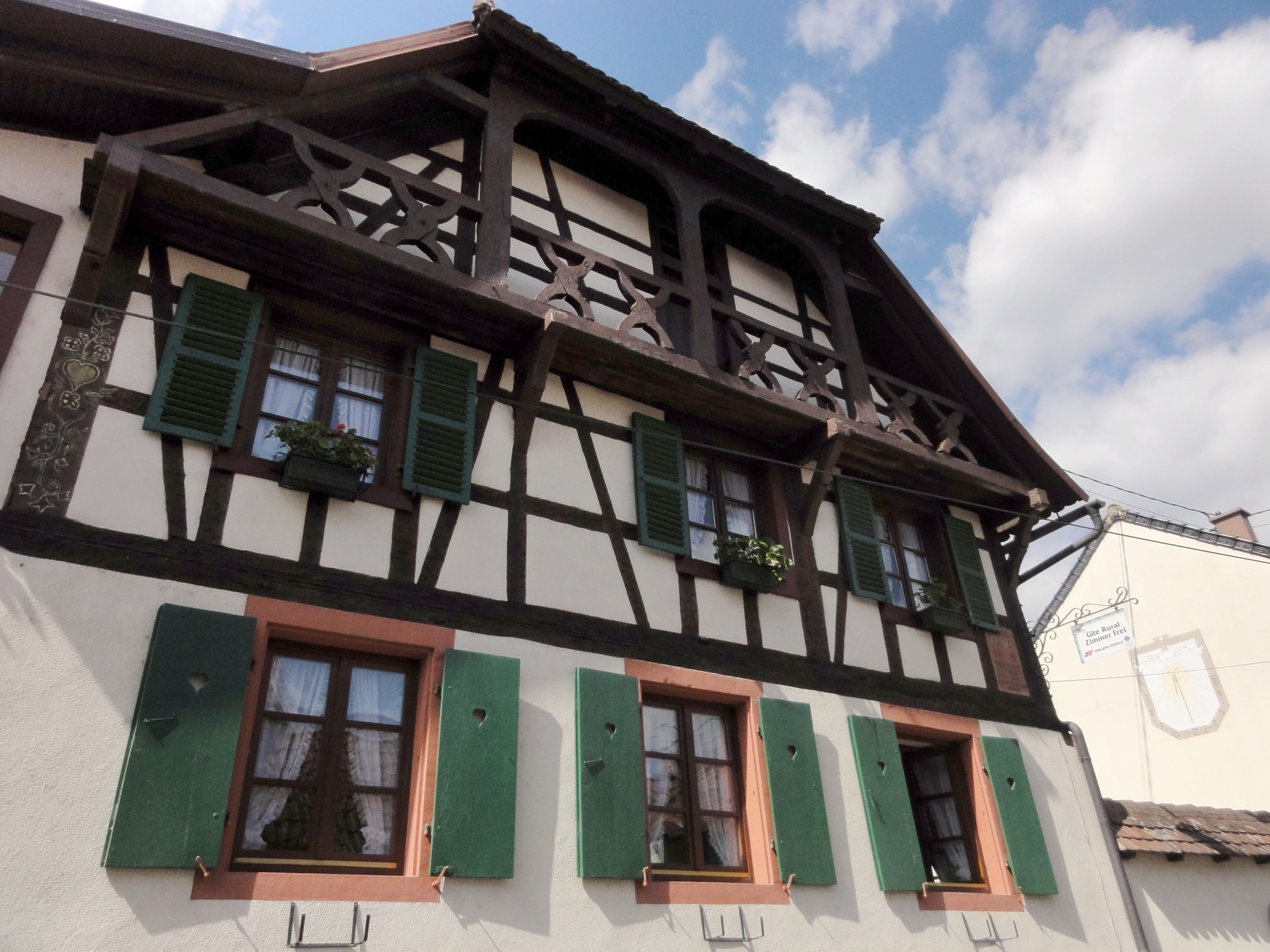
Maison, 3 rue des Bouchers.
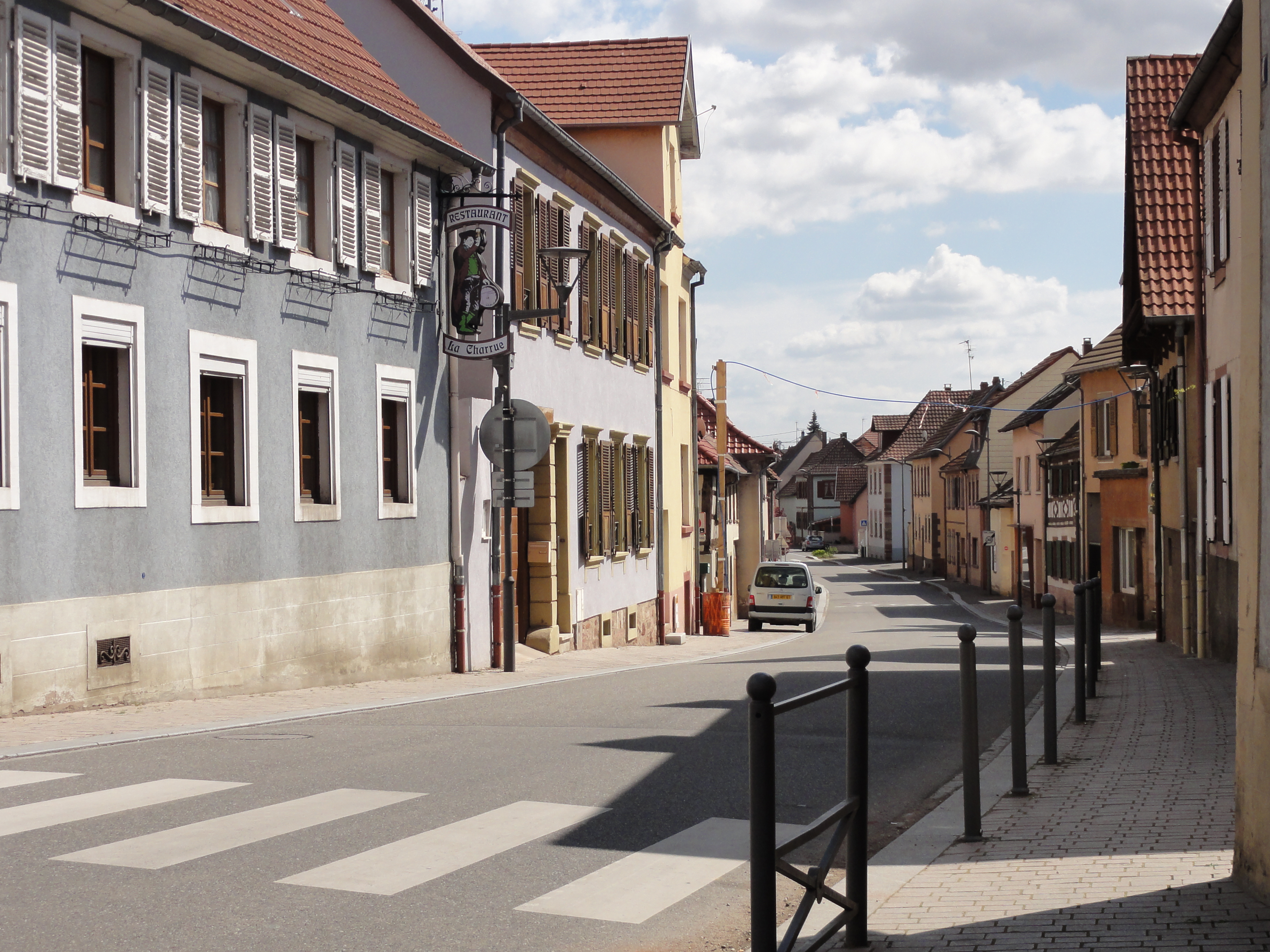
Rue de Strasbourg.

#### Lesgriffes du diable

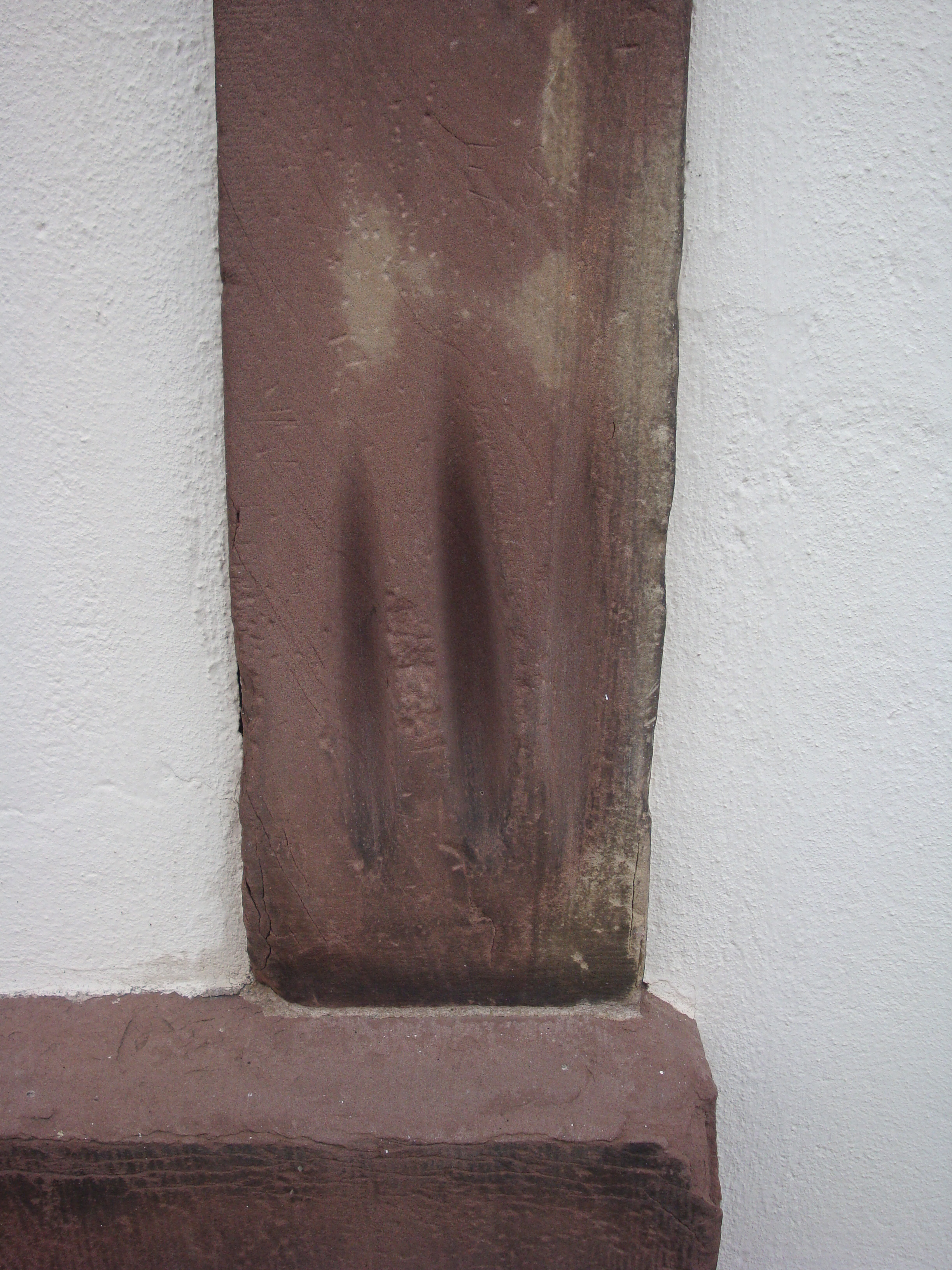
Les griffes du diable.

Des griffes du diable sont visibles sur les montants de la porte murée se trouvant au sud de l'église. Les origines de ces rainures verticales ont suscité de nombreuses hypothèses mais toutes postulent un affutage de lames contre la pierre. À Dettwiller, l'hypothèse de l'affutage d'armes par des soldats et d'outils par des tailleurs de pierres ont été écartées.
L'idée selon laquelle les tisserands affutaient leurs navettes semblent plus probable ; elle a déjà été attestée à Rosheim et Rouffach ; on retrouve également de telles marques à Pfaffenheim. Au XVIIIe siècle en effet, des familles de tisserands habitaient à côté de l'église et il n'est pas impossible qu'ils se soient servis de ses murs pour ré-affuter les pointes émoussées de leurs navettes.
Quant au fait que ce genre de marque se trouve généralement sur les murs des églises, il peut être expliqué par des idées superstitieuses ainsi que par le fait qu'au Moyen Âge les églises comptaient parmi les rares bâtiments construits en pierre.

### Personnalités liées à la commune

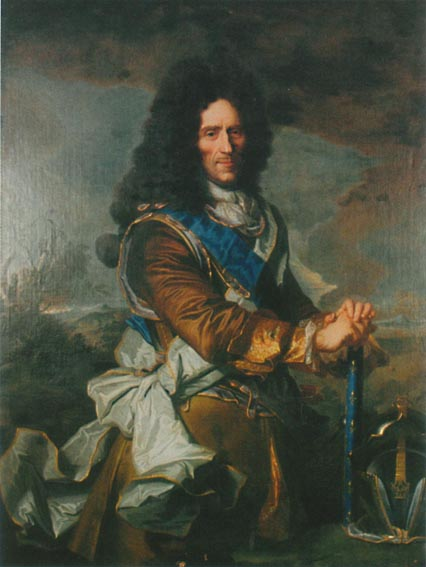
Maréchal Conrad de Rosen.

- Reinhold de Rosen (° 1604 - † 1667) – Possesseur de Dettwiller de 1652 à sa mort.
- Conrad de Rosen (° 1628 - † 1715) – Possesseur de Dettwiller de 1667 à sa mort.
- Joseph Valentin Wilhelm (4 mai 1756 à Dettwiller) homme politique.
- Alfred Roll (° 1846 - † 1919) – Artiste peintre de la mouvance naturaliste[47],[48].
- René Allenbach (° 1889 - † 1958) – Artiste peintre et ancien directeur de l'École supérieure des arts décoratifs de Strasbourg.
- Maréchal Leclerc (° 1902 - † 1947) – Le soir du 22 novembre 1944, avec le colonel Rouvillois, il prépara la libération de Strasbourg dans la maison se trouvant en face de la mairie. Une rue de Dettwiller porte son nom.
- Marc Rouvillois (° 1903 - † 1986), général français ayant mené la libération de Dettwiller le 22 novembre 1944 lors de la Seconde Guerre mondiale. Nommé citoyen d'honneur du village en 1946, une rue et un quartier de Dettwiller portent son nom.
- Gottfried Hammann (° 1937), pasteur, théologien et historien, né à Dettwiller.

### Héraldique
| Blason de Dettwiller | Blason  | De sable à la faux d'argent, emmanchée d'or, posée en bande. |
| Blason de Dettwiller | Détails | L'origine et la signification de ces armes demeurent pour l'instant inconnues. Le blason est utilisé par la mairie sur les documents officiels. Le texte de l'Armorial de la Généralité d'Alsace (1861) indique seulement : « La communauté des habitants de Dietwiller et d'Ossenheim porte : De sable à une faux d'argent emmanché d'or. » On le trouve sur la maison Will, construite - ou du moins restaurée - à l'époque où Dettwiller dépendait de la ville de Strasbourg (entre la fin du XVe siècle et 1651). On le trouve également sur des bornes au Fallberg où le village possède une forêt. |

### Blason de la famille de Rosen
| Blason de Dettwiller | Blason  | D’or à trois roses de gueules.                                                                                            |
| Blason de Dettwiller | Détails | Ce blason est utilisé entre 1654 et 1788 lorsque la famille de Rosen possédait le village. Blason de la famille de Rosen. |